# Louis de Salgues de Lescure
Louis de Salgues de Lescure, né le 15 octobre 1766 à Paris en l'hôtel de Montaigu rue des Fossoyeurs (devenue rue Servandoni) et mort le 4 novembre 1793 à La Pellerine (Mayenne), est l'un des chefs de l'Armée catholique et royale au cours de la guerre de Vendée, pendant la Révolution française. Il est surnommé le « saint du Poitou ».

## Biographie
Louis-Marie de Salgues de Lescure est le fils de Marie-Louis-Joseph de Lescure et de Jeanne de Durfort de Civrac (fille d’Aimeric Joseph de Durfort-Civrac). Il est baptisé en l'église Saint-Sulpice à Paris, ainsi que cela est spécifié sur son acte de mariage avec Victoire de Donnissan de La Rochejaquelein le 27 octobre 1791 à Avensan, en Gironde.
Il est le cousin d’Henri de La Rochejaquelein, autre héros de la Guerre de Vendée.

### Famille
La famille de Lescure est originaire de la terre de Lescure en Albigeois, où l'on voyait encore avant la Révolution française son château sur les bords du Tarn.
Au commencement du XVIIIe siècle, un abbé de Lescure, évêque de Luçon, attire près de lui son neveu, qui épouse Mlle de Granges de Surgères ; le fils de celui-ci se marie aussi en Poitou et est tué à la bataille de Plaisance, étant encore fort jeune. Son fils, père de l'illustre chef de la Vendée meurt en 1784 ; c'était un homme fort dissipé, qui laissa sa fortune en grand désordre (il avait dilapidé toute sa fortune au jeu).
Il possède également, au décès de sa grand mère paternelle (Agathe Geneviève Sauvestre de Clisson), son château non loin de Bressuire où il vit au début de l'insurrection vendéenne. Ce château est malheureusement incendié de nombreuses fois faisant disparaitre grand nombres de témoignages de sa famille.

## Carrière

### Avant la Révolution française
Il est élève de l'École militaire. En entrant dans le monde à l'âge de seize ans, il y parait bien différent de ce que sont alors les jeunes gens de son rang et de son état. Il est gauche, timide et taciturne ; il vit, pour ainsi dire, isolé au milieu d'une société brillante, frivole et animée. Sa piété est grande et presque austère, sans nulle ostentation ; ce qui était le contraire de la mode de ce temps-là.
Aussi le mérite de son caractère et l'étendue de son savoir sont-ils fort méconnus. On le trouve bizarre et sauvage, ses manières et jusqu'à sa toilette le font taxer d'une singularité qu'on lui pardonne cependant à cause de son inaltérable douceur et de la bienveillance qu'il met dans toutes ses relations ; seulement on regrette qu'un homme de sa naissance et dans sa position, fait, comme on disait alors « pour aller à tout » s'écarte de la route qui mène au succès.
Peu de temps avant la Révolution française, il obtient une compagnie de cavalerie dans le régiment Royal-Piémont cavalerie.

### Pendant la Révolution française
Aux débuts de la Révolution, ce jeune officier, au goût très prononcé pour les études, parlant trois langues et d'une très grande culture, n'est pas tout à fait hostile aux idées nouvelles.
Déjà, à cette époque, l'émigration a débuté. Cependant, Lescure et beaucoup de nobles du Bas-Poitou restent dans la région. Cependant, après la fuite manquée de Varennes, il émigre, pour une courte durée, en juin 1791. À son retour, engagé dans la garde royale, il participe à la défense des Tuileries, lors de la journée du 10 août 1792. Retiré dans son château de Clisson (commune de Boismé), en Poitou, il accueille nombre de ses parents et amis qui fuient Paris.
Bientôt les paysans du Poitou, déjà blessés dans leur foi religieuse, doivent partir à l'armée, recrutés lors de la levée en masse. Leur refus entraîne leur révolte ; se rapprochant des nobles, les paysans des environs de Châtillon se rendent à Clisson, chez Lescure, chercher la Rochejaquelein, son cousin, propriétaire dans une de leurs paroisses.

### Engagement royaliste
Il n'hésite point sur le parti qu'il doit prendre et Lescure l'y encourage. La Rochejaquelein se rend vers Châtillon mais les paysans des environs de Clisson ayant commencé par se soumettre, Lescure qui ne pouvait s'éloigner du canton où son influence devait être utile, restait exposé aux poursuites des autorités républicaines : avec toute sa famille, il est emmené en prison à Bressuire. Quoiqu'il soit vénéré des habitants de cette bourgade et que les principaux d'entre eux n'aient eu d'autre désir que de le sauver, c'est presque par miracle qu'il échappe aux violences des soldats accourus en hâte pour combattre les insurgés. Au bout de quelques jours, il est délivré par l'armée vendéenne qui s'empare de Bressuire. Dès lors, il est compté parmi les premiers chefs de cette armée, à laquelle se sont joints les paysans de son canton. Il prend la part la plus active aux travaux et aux dangers de cette vaste insurrection.

### Guerre de Vendée
Lorsque le triomphe de la Révolution est décidé, il va organiser la première insurrection vendéenne. Dès le début du soulèvement de la Vendée et à la demande de ses paysans, il se met à la tête de l'insurrection.
Le 25 mai 1793, il étonne les Vendéens par son intrépidité, en se précipitant le premier et seul, sur un pont barricadé et gardé par les troupes républicaines devant Thouars. Le 16 mai 1793, à Fontenay, il entre aussi dans la ville sans que personne n'ose d'abord le suivre, tant il est pressé d'aller délivrer des prisonniers vendéens qui y sont enfermés. Il est blessé à Saumur dont il s'empare. En toute affaire, nul ne fut plus empressé et plus dévoué que lui. Le 19 septembre 1793, à la bataille de Torfou, qui fut le dernier succès des Vendéens sur la rive gauche de la Loire et où leurs efforts héroïques parvinrent à repousser pour quelques jours les troupes aguerries du général Kléber, on vit Lescure mettre pied à terre et crier aux paysans découragés : « Y a-t-il quatre cents hommes assez braves pour venir périr avec moi? - Oui, monsieur le marquis ! » répondirent les gens de la paroisse des Échaubrognes et, à leur tête, il se maintient pendant deux heures. Le 29 juin 1793, après l'attaque infructueuse de Nantes qui marque un tournant dans la guerre de Vendée, il tente en vain de rassembler certaines troupes dispersées de l'Armée catholique et royale.

### La virée de Galerne

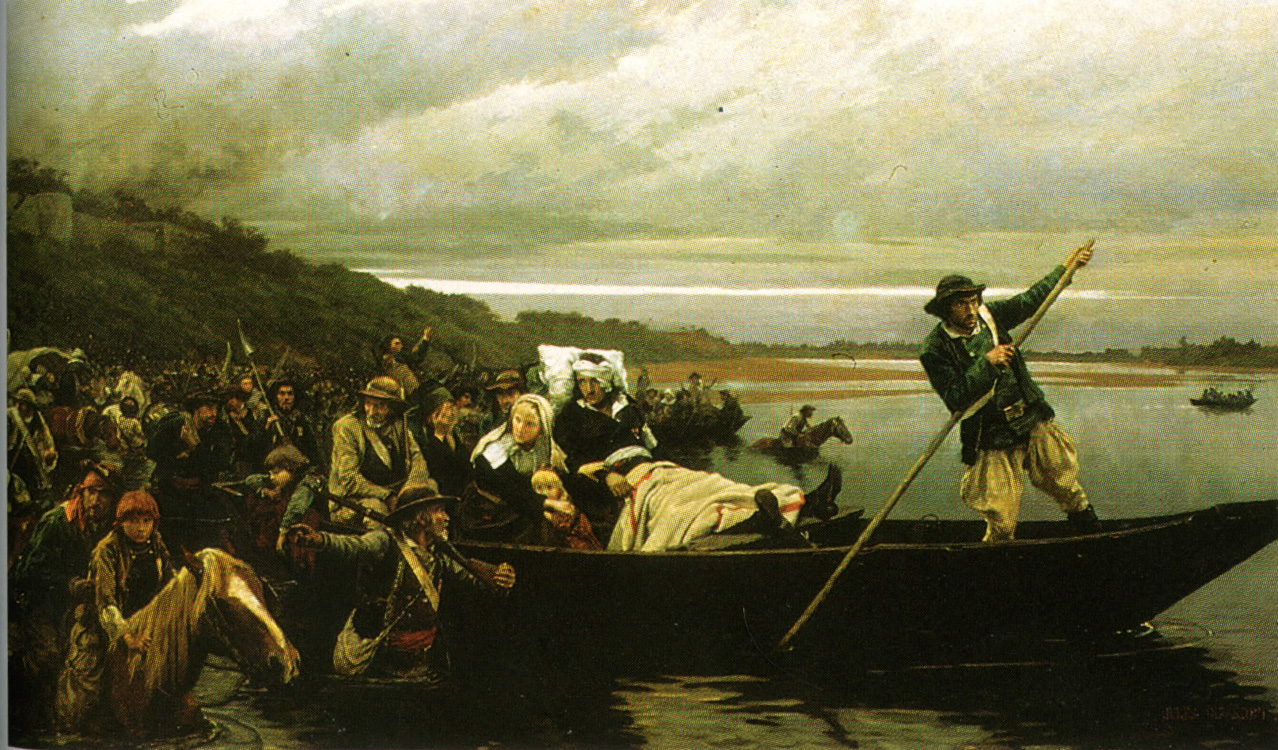
Le Général Lescure blessé passe la Loire à Saint-Florent, peinture de Jules Girardet, 1882, (musée de Birkenhead).

Chassé de son quartier général par le général François-Joseph Westermann, il prend sa revanche à Tiffauges. Le 15 octobre 1793, blessé grièvement à la bataille de La Tremblaye par une balle reçue à la tête, il est porté agonisant par ses hommes, tout au long de la retraite de l'armée vendéenne après le désastre de la deuxième bataille de Cholet, emmenant avec elle la population fugitive.
Bien que blessé, Lescure aide encore de ses conseils l'état-major vendéen, contribuant à faire nommer Henri de La Rochejaquelein généralissime. Après le passage de la Loire, il suit la marche pénible des Vendéens à travers l'Anjou, la Bretagne et la Normandie appelée la virée de Galerne.
Il séjourne à l'hôtel de Monfrand, rue du Hameau, à Laval, soigné par son chirurgien Louis-Jean-Baptiste-Étienne Baguenier Desormeaux. Une plaque a été déposée sur la façade de l'hôtel de Monfrand où on peut lire : « Ici le général vendéen Louis-Marie de Lescure mortellement blessé a été soigné du 23 octobre au 2 novembre 1793 ».

## Mort
Celui qu'on appelait le « saint du Poitou » meurt le 4 novembre 1793 dans la voiture au lieu-dit Les Besnardières près de La Pellerine sur la route entre Ernée et Fougères. Son beau-père, le général Guy Joseph de Donnissan, le fait enterrer dans un lieu resté inconnu, sans doute afin d'éviter la profanation de sa sépulture.

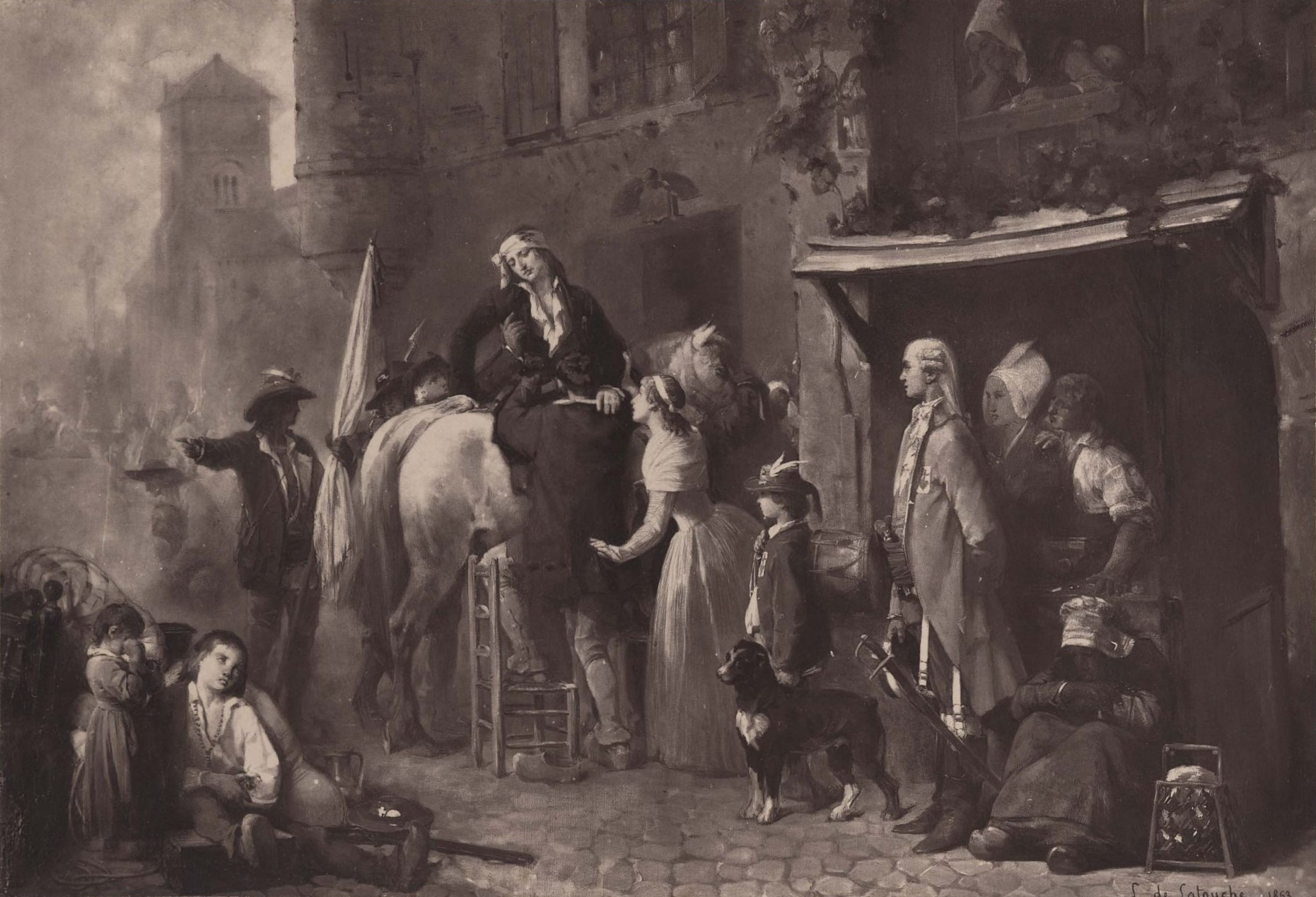
Mort du marquis de Lescure, huile sur toile de Louis Latouche, 1863.
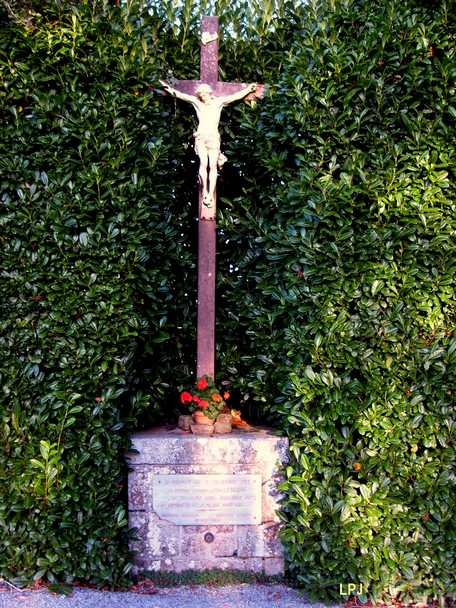
Calvaire des Besnardières
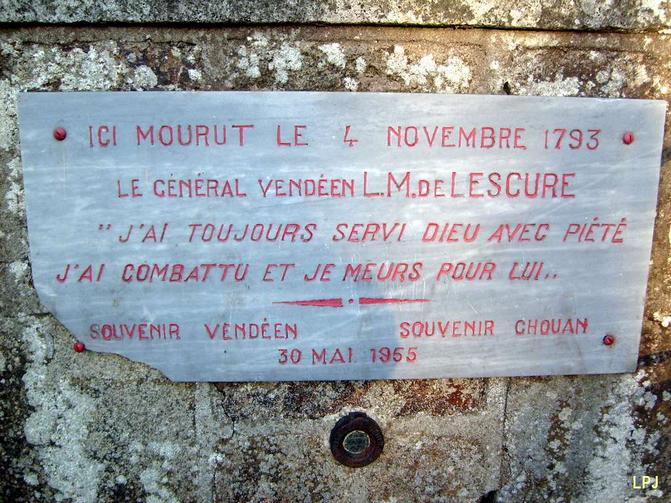
Plaque commémorative apposée au calvaire des Besnardières.

Les Mémoires de sa veuve, publiées au début de la Restauration, évoquent longuement sa mort.
Sa veuve acquiert plus tard une grande célébrité, sous le nom de « Madame de La Rochejaquelein », du nom de son nouveau mari Louis du Vergier de La Rochejaquelein, frère d’Henri.

## Regards contemporains
« Il unissait à une admirable piété une grande bravoure, ce qui faisait que, tout en s'exposant avec intrépidité, il évitait toujours de verser du sang. Il portait souvent pendu à son côté un grand sabre remarquable par son ancienneté. Ses pistolets étaient rarement chargés. S'il poursuivait les fuyards, il les excitait à fuir promptement, pour éviter d'être tués. Personne n'était plus humain. Il a sauvé infiniment de prisonniers de la mort. S'il donnait son avis, c'était toujours par de bon motif ; mais on lui reprochait la chaleur avec laquelle il soutenait son opinion dans le conseil, ce qui peut quelquefois entraîner autant que la solidité des raisons. »

— Antoinette-Charlotte Le Duc de La Bouëre, Mémoires.

« Ayant de l'obstination dans le caractère, il présumait si peu de l'ennemi que cela devait lui faire commettre des fautes. Sans ce défaut, il aurait pu réussir, car son aménité, les égards qu'il témoignaient avec ceux qui se trouvaient avec lui firent qu'il s'attacha une partie des meilleurs officiers de l'armée, dont il savait non seulement se faire aimer, mais encore respecter, alliant à la douceur de la vie sociale la sévérité dans tout ce qui ce qui concernait le militaire. Il était religieux, humain, brave, un modèle de toutes les vertus. Cette grande obstination à laquelle il était si sujet ne venait que de la conviction qu'il avait lui-même qu'il faisait bien. Il voulait toujours tourner les choses à la manière qu'il croyait utile à ses vues, ce qui fait que succès ne répondaient pas toujours à ses desseins. »

— Bertrand Poirier de Beauvais, Mémoires.

## Iconographie
Une médaille anonyme à l'effigie de Lescure a été réalisée à la Monnaie des médailles dans le cadre de la série dite "Galerie de la fidélité" en 1824. Un exemplaire en est conservé au musée Carnavalet (ND 0346).
Il est évoqué dans plusieurs scènes du spectacle Beauchêne : Un mystérieux héritage à l'abbaye Notre-Dame de Beauchêne (Cerizay, Deux-Sèvres).